# باول مكغراث
باول مكغراث (بالإنجليزية: Paul McGrath)‏ ، من مواليد 4 ديسمبر 1959 ، لاعب كرة قدم إيرلندي سابق. لعب مع منتخب إيرلندا لكرة القدم.

## روابط خارجية
- باول مكغراث على موقع الاتحاد الدولي (مؤرشف)  (الإنجليزية)
- باول مكغراث على موقع الاتحاد الأوربي (الإنجليزية)
- باول مكغراث على موقع قاعدة بيانات كرة القدم.إي يو (الإنجليزية)
- باول مكغراث على موقع ناشيونال فوتبول تيمز (الإنجليزية)
- باول مكغراث على موقع Soccerbase.com (لاعب) (الإنجليزية)
- باول مكغراث على موقع عالم كرة القدم.نت (الإنجليزية)